# 사우스 뱅크 쇼
《사우스 뱅크 쇼》(The South Bank Show)는 영국의 예술 교양 전문 텔레비전 프로그램이다. 1978년 런던 위켄드 텔레비전이 제작하고 민영방송 ITV에서 방영되기 시작하였으며, 2010년까지 30여년 간 방송되었다. 이후 휴방기를 거쳐 2012년 5월 27일 예술 전문 위성채널 스카이 아츠에서 새 시리즈로 편성되어 방영을 재개하였다. BBC의 예술부문 방송인이었던 멜빈 브래그가 기획, 각본, 진행을 맡고 있으며 고급문화와 대중문화를 아울러 시청자들에게 널리 소개하는 것을 기획의도로 삼고 있다.
프로그램의 테마곡은 앤드류 로이드 웨버의 〈Variations〉(1977)이다. 1977년 웨버가 동생 줄리언 로이드 웨버를 위해 니콜로 파가니니의 〈카프리스 24번〉을 기반으로 작곡한 앨범으로 유명하다. 프로그램 상징 이미지로는 미켈란젤로의 시스티나 경당 천장화에서 하느님이 아담에게 손가락으로 생기를 불어넣는 부분을 따온 것이 유명하며, 번쩍 하고 정전기가 흐르는 것이 포인트다.

## 역사

### ITV 시절
사우스 뱅크 쇼는 1970년부터 방송되어 오던 ITV의 예술 전문 프로그램 《아쿠아리우스》 (Aquarius)의 후속 편성 프로그램으로 시작되었다. 진행자로는 멜빈 브래그가 나섰는데, 70년대 BBC 채널에서 《모니터》 (Monitor)나 《라이블리 아츠》 (The Lively Arts) 등의 예술 프로그램 진행으로 영국 시청자들에게 잘 알려져 있었던 방송인이었다. 방송 제작은 런던 위켄드 텔레비전 (LWT)가 맡았고 ITV 네트워크에서 방영되었다.
1978년 1월 14일 첫방송에서는 호주 작가 저메인 그리어, 영국 만화가 제럴드 스카프, 가수 폴 매카트니 등 여러 주제를 다뤘다. 이후 사우스 뱅크 쇼는 30년 넘는 세월 동안 끊임없이 방송되면서, 영국 역사상 가장 장수하는 예술 프로그램으로 등극했다. 첫 방송 당시 기획의도는 시청자들에게 고급예술과 대중문화를 가리지 않고 소개한다는 것이었는데 이는 현재까지도 유지되고 있으며, 시대별로는 고전예술보다는 20세기와 21세기의 동시대 예술문화에 집중한 것이 특징이다.
2009년 5월 ITV가 해설자 멜빈 브래그의 은퇴를 이유로 종영 수순을 밟는다고 발표하였다. 다만 브래그는 "(방송사 측에서) 프로를 없애버리길래 나도 따라가야지라고 생각했던 것"이라며, ITV 측이 종영을 결정한 뒤 본인도 은퇴를 결심한 것임을 밝히고, 종영은 잘못된 선택이었다고 말하기도 했다.
2009년 12월 28일 《사우스 뱅크 쇼》의 마지막회가 방송되었다. 이날 방송에서는 영국의 극단인 로열 셰익스피어 컴퍼니를 주제로 다뤘다. 2010년 1월에는 매년 특집으로 편성되던 '사우스 뱅크 쇼 어워드'가 방송되었으며, 이후 진행자 멜빈 브래그의 공언에 따라, 지금까지의 방송 주제들을 지금 시점에서 다시 조명해보는 《사우스 뱅크 쇼 리비지티드》 (The South Bank Show Revisited)가 10회 분량으로 2010년 초에 방영되었다.
미방영분을 비롯한 역대 ITV 방송분은 리즈 대학교에서 소장하고 있다.

### 스카이 아츠 시절
2010년 7월 멜빈 브래그가 프로그램 저작권을 확보하면서 지난 방송분들을 재방영할 수 있게 되었다는 소식이 전해졌다. 이 과정에서 스카이 아츠가 《사우스 뱅크 쇼》의 아카이브 방송을 맡게 되었으며, 2011년 1월 25일에는 사우스 뱅크 스카이 아츠 어워드를 열기도 했다. 이후 프로그램 테마를 바꾸는 과정을 거쳐 2012년 5월 27일부터 새 시리즈가 편성되어 방송되기 시작했다.

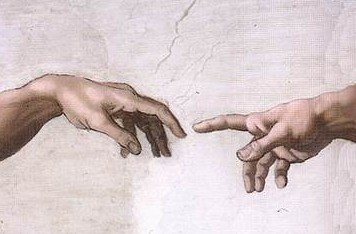
프로그램 오프닝에서 쓰이는 시스티나 경당 천장화의 이미지

## 역대 방송분
다음은 대표적인 방송분 목록이다.
1970년대
- 폴 매카트니 (1978)
- 켄 도드 (1978)
- 존 필 (1979)
- 사티야지트 레이 (1979)
- 프랜시스 포드 코폴라 (1979)
- 러프 트레이드 레코드 (1979)
- 토킹 헤즈 (1979)

1980년대
- 아서 밀러 (1980)
- 윌리엄 월튼 (1981)
- 로렌스 올리비에 (1982)
- 캐서린 쿡슨 (1982)
- 피터 가브리엘 (1982)
- 줄리안 로이드 웨버 (1982)
- 진 해크먼 (1983)
- 오스카 피터슨 (1984)
- 웨더 리포트 (1984)
- 엘리자베스 벨라코트 (1984)
- 알렉 기네스 (1985)
- 프랜시스 베이컨 (1985)
- 존 클리즈 (1986)
- 미할라 페트리 (1986)
- 페이 고드윈 (1986)
- 에릭 클랩튼 (1987)
- 더 스미스 (1987)
- 펭귄 카페 오케스트라 (1987)
- 존 하우즈먼 (1988)
- 폴 바울스 (1988)
- 벤 엘튼 (1989)
- 존 존 (1989)
- 로버트 레드퍼드 (1989)

1990년대
- 마크 모리스 댄스 그룹 (1990)
- 펫 샵 보이즈 (1990)
- 테리 길리엄 (1991)
- 스탠 로렐 (1991)
- 더글라스 애덤스 (1992)
- 리처드 애튼보로 (1992)
- Sgt. Pepper's Lonely Hearts Club Band (1992)
- 비비아나 듀런트 (1992)
- 앤서니 홉킨스 (1992)
- 빌리 코놀리 (1992, 2010)
- 실비 길렘 (1993)
- 아그네스 하버레더 (1993)
- 폴 사이먼 (1993)
- 클라이브 바커 (1994)
- 데이비드 매밋 (1994)
- 코로네이션 스트리트 (1995)
- 미리엄 마케바 (1995)
- 클린트 이스트우드 (1995)
- k. d. 랭 (1995)
- 스팅 (1996)
- 존 갈리아노 (1996)
- 일레인 페이지 (1996)
- 말렌 디트리치 (1996)
- 존 밀스 (1996)
- 비지스 (1997)
- 비요크 (1997)
- 레인 뱅크스 (1997)
- 스캐너 (1997)
- 길런 웨어링, 게리 흄 (1998)
- 윌 셀프 (1998)
- 비지스 (1999)
- 셰어 (1999)
- 블러 (1999)
- 트레이시 에민 (1999)

2000년대
- 주디스 위어 (2001)
- 버니 토핀 (2002)
- 후안 디에고 플로레스 (2002)
- 이완 맥그리거 (2003)
- 할렘 무용 극장 (2004)
- 로니 우드 (2004)
- 맬컴 아놀드 (2004)
- 더 다크니스 (2004)
- 존 레논의 주크박스 (2004)
- 이기 팝 (2004)
- 리틀 브리튼 (2005)
- 앨런 베넷 (2005)
- 더스티 스프링필드 (2006)
- 스티브 리치 (2006)
- J. G. 볼러드 (2006)
- 조지 마이클 (2006)
- 그레이슨 페리 (2006)
- 게르하르트 리히터 (2006)
- 자비스 코커 (2007)
- 빅토리아 우드 (2007)
- 준 위트필드 (2007)
- 애니 레녹스 (2007)
- 에릭 클랩튼 (2007)
- 호두까기 인형 (2007)
- 닉 파커 (2007)
- 팀 버튼 (2008)
- 리자 미넬리 (2008)
- 제임스 본드 (2008)
- 윌 영 (2009)
- 피터 코스민스키 (2009)
- 케임브리지 풋라이츠 극단 (2009.9)[8]
- 바그너 가문 (2009.9)
- 콜드플레이 (2009.9)
- 픽사 (2009.10)
- 엘보 (2009.11)
- 로열 셰익스피어 컴퍼니 (2009.12)

2010년
- 트레이시 울먼 (2018)
- 제드 머큐리오 (2019)